# Pupilla blandi
Pupilla blandi är en snäckart som beskrevs av E. S. Morse 1865. Pupilla blandi ingår i släktet Pupilla och familjen puppsnäckor. Inga underarter finns listade i Catalogue of Life.